# Supremae Maiestatis
Supremae Maiestatis è una bolla pontificia di papa Leone X pubblicata il 19 dicembre 1516, per promulgare il decreto della XI sessione del Concilio Lateranense V relativo alla predicazione dei preti.
La bolla (o decreto conciliare) inizia con l'espressione “Leo episcopus servus servorum dei ad perpetuam rei memoriam sacro approbante concilio”, ad indicare che con la sua bolla il papa promulga decisioni con l'approvazione del concilio.
Il papa denuncia gli abusi legati alla predicazione, e prende delle misure per regolarne l'attività. Stabilisce che nessuno può predicare pubblicamente senza essere stato prima esaminato ed approvato dai superiori ecclesiastici. Il contenuto della predicazione deve essere solo la verità evangelica e la Sacra Scrittura secondo l'interpretazione dei Padri; sono condannati tutti gli pseudo-profeti, coloro che “agitano terrori e minacce, annunciano gran numero di mali come imminenti”, e i riformatori troppo ardenti, che osano attaccare la gerarchia ed il clero ed altre personalità.